# Daniel Powter (álbum)
Daniel Powter (también conocido como DP) es el álbum homónimo por el cantante y compositor canadiense Daniel Powter, lanzado el 26 de julio de 2005 en Canadá y el 4 de abril de 2006 en Estados Unidos. El álbum debutó en el número 9 en Billboard 200 con 89 213 copias vendidas en esa semana. Haste el 12 de julio de 2006, Daniel Powter vendió 464 136 copias en Estados Unidos. El álbum debutó en la lista Japanese Oricon en un sitio muy bajo, en el número 242. Sin embargo, el álbum lentamente escaló las listas y llegó al número 4. El álbum eventualmente se convirtió número 18 del 2006 en Japón con 583 611 copias vendidas, y el artista occidental más alto en las listas anuales. El álbum fue certificado Oro en Estados Unidos el 24 de mayo de 2006.

## Lista de canciones
Todas las canciones fueron escritas por Daniel Powter.
1. "Song 6" – 3:30
2. "Free Loop" – 3:48
3. "Bad Day" – 3:54
4. "Suspect" – 3:56
5. "Lie to Me" – 3:25
6. "Jimmy Gets High" – 3:40
7. "Styrofoam" – 3:34
8. "Hollywood" – 3:34
9. "Lost on the Stoop" – 4:09
10. "Give Me Life" – 3:35
11. "Love You Lately" (Bonus Track en Edición Especial)
12. "Stupid Like This" (Bouns Tracj Japonés)

## Sencillos
- "Bad Day" fue lanzado el 27 de junio de 2005 en Australia y el 25 de julio en Reino Unido y tiene dos b-sides: una pista que no está en el álbum, "Stupid Like This", y "Lost On the Stoop".
- "Free Loop" fue lanzado el 7 de noviembre de 2005 en Reino Unido, dónde más tarde se consideró elegible para las listas.
- "Jimmy Gets High" fue lanzado en el 2005 en Canadá. Un vídeo musical estuvo en rotación en MuchMusicMore.
- "Lie to Me" fue lanzado el 17 de abril de 2006 en Reino Unido, donde debutó y llegó en el número 40.
- "Love You Lately" fue lanzado en iTunes en Estados Unidos el 19 de septiembre de 2006 y estuvo en Hot Adult Contemporary más Adult Contemporary el 16 de octubre. Fue el segundo sencillo en Estados Unidos de Daniel del relanzamiento de su álbum homónimo.

## Fecha de lanzamiento
| País          | Fecha de lanzamiento |
| ------------- | -------------------- |
| Europa        | 8 de agosto de 2005  |
| Japón         | 8 de marzo de 2006   |
| United States | 11 de abril de 2006  |

## Certificaciones
| País           | Certificación | Ventas   |
| -------------- | ------------- | -------- |
| Reino Unido    | Oro           | 100,000+ |
| Estados Unidos | Oro           | 500,000+ |
| Canadá         | Oro           | 50,000+  |
| Japón          | 3 x Platino   | 750,000+ |
| Suiza          | Oro           | 20,000+  |
| Francia        | 2 x Oro       | 200,000+ |
| Australia      | Oro           | 35,000+  |